# Гуммигут
Гуммигут (также гумми-гут, гамбоджа; фр. gomme goutte, gamboge; нем. Gummigutt, Gutti) — 
род смолокамеди, вытекающей из ранок деревьев семейства гуммигутовых Восточной Индии, имеет желтый или желто-красный цвет.  Используется в медицине и производстве желтых водяных или масляных красок и лаков.

## Получение
Собирается в виде млечного сока, вытекающего из надрезов в коре деревa Garcinia morella/Garcinia hanburgi (гуммигутовые). Сок собирается в бамбуковые трубки, в них сок осторожно сушат и затем бамбук отделяют. В торговле реализуется в виде палочек диаметром в 3-5 см, длиной около 16-20 см. При смешении c водой даёт жёлтую эмульсию, равно как и со спиртом, в котором растворяется 68—79% смолы (по опред. Костело).
Излом однообразно раковистый, вкус неприятно горький. Около 20-27% гуммигута состоит из растворимой в воде камеди, не осаждаемой средней уксусносвинцовой солью, дающей со слабыми кислотами небродящий сахар, а при окислении образующей слизевую кислоту C6H12O8.
Смола, исследованная Браконно, Джонстоном, Глазивецом и др., при сплавлении со щёлочью даёт флороглюцин C6H3(OH)3, пировинную кислоту и др., а в отдельности представляет смолокислоту красно-оранжевого цвета, разлагающуюся около 260°С. 
Золочёные рамы покрывают иногда спиртовым лаком, получаемым при растворение в спирте гуммигута и смолы — драконовой крови. Для окраски своей одежды её используют буддистские монахи. В Европе известен с 1634 года.